# Egidio Bullesi
Egidio Bullesi (Pola, 24 agosto 1905 – Pola, 25 aprile 1929) è stato un operaio e marinaio italiano, appartenente all'Ordine francescano secolare.
Nel 1974 la Chiesa cattolica ha avviato il suo processo di beatificazione. Nel 1997 è stato dichiarato venerabile da Giovanni Paolo II.
Il suo cognome è noto anche nelle forme Bullessich (la forma originaria, da lui usata in vita, che fu italianizzata poco prima della sua morte) e Bulešić (traslitterazione in croato).

## La vita
Visse una vita breve: solo 23 anni, dei quali gli ultimi due segnati dalla tubercolosi. Nato da una famiglia originaria di Sanvincenti, un piccolo paese all'interno dell'Istria, durante gli anni della guerra fu profugo prima a Rovigno, poi in Ungheria (Seghedino) e infine in Austria (Wagna e Graz).
Secondo di nove fratelli, a soli 13 anni tornò a Pola per cominciare a lavorare nei cantieri navali. Membro dell'Azione Cattolica e della Società di San Vincenzo de' Paoli, rimase nella città per sette anni, durante i quali fondò il gruppo degli Scout cattolici di Pola, sino allo scioglimento dello scautismo operato tra il 1927 e il 1928 dal Fascismo. Di carattere aperto ed estroverso, testimoniò la sua fede in famiglia, al lavoro e nelle scuole. In seguito all'incontro con alcuni frati francescani, studiò la vita di San Francesco e decise di seguirne l'esempio, entrando il 4 ottobre 1920 nel Terz'Ordine Francescano.

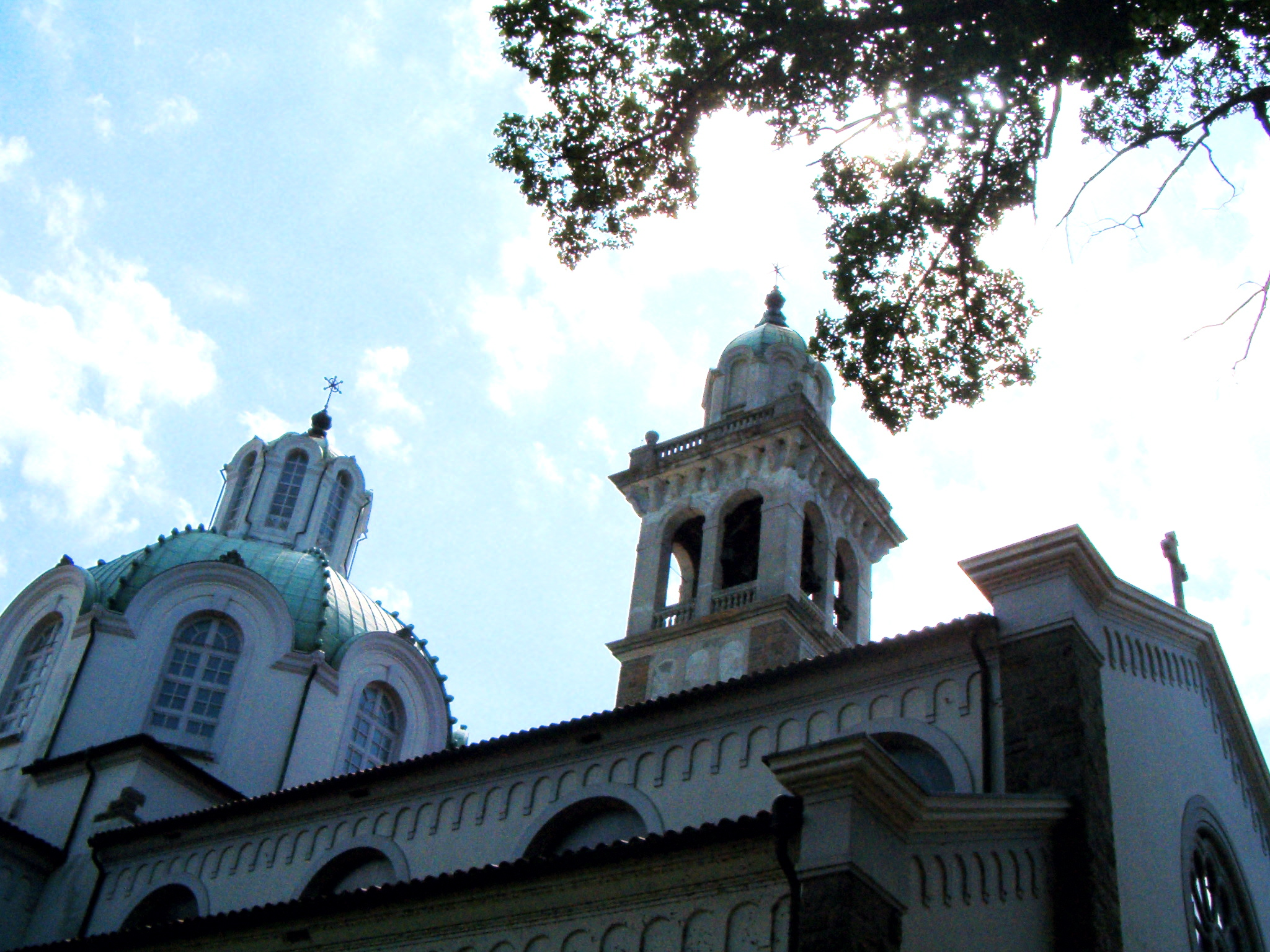
Il santuario di Barbana

Nel 1925 dovette lasciare nuovamente Pola per prestare servizio militare sulla nave da battaglia Dante Alighieri, che era stata di stanza anche nel Golfo della Spezia. Qui organizzò un gruppo di riflessione e preghiera e qui trasmise la sua passione a Guido Foghin che, dopo la sua morte, da ateo diverrà sacerdote e missionario francescano in Tibet, poi in America Centrale, mutando in sua memoria il nome in Padre Egidio Maria Foghin.
Terminato il servizio di leva, nel 1927 trovò lavoro come disegnatore tecnico nei cantieri navali di Monfalcone. In questa città si dedicò con passione all'assistenza di famiglie povere ed emarginate, curando in particolare l'educazione di bambini e ragazzi analfabeti.
Alla fine del 1927 si ammalò di tubercolosi e nel marzo successivo dovette rientrare a Pola, dove alternò lunghe degenze in ospedale con soggiorni a casa presso la famiglia. Accettò la malattia con grande serenità, comunicando gioia e bellezza anche nella sofferenza. Morì la mattina del 25 aprile 1929.
Dal 1974 i suoi resti sono stati trasferiti dal cimitero di Pola all'isola di Barbana, vicino a Grado, in una cappellina del santuario. Nel santuario, ai piedi della statua che lo ricorda è riportato il verso "Viver d'amore è navigare, ognora gioia spargendo e riso attorno a me", tratto dal suo diario e ispirato da una frase dell'autobiografia La storia di un'anima, scritta da Santa Teresa di Lisieux.

## Il processo di beatificazione
Il processo di beatificazione di Egidio Bullesi è stato avviato il 6 dicembre 1974 a Trieste. La causa è stata quindi inviata nel 1977 a Roma, dove il 7 luglio 1997 Giovanni Paolo II ha dichiarato Egidio ufficialmente "venerabile". Nel 2000 il vescovo di Trieste Eugenio Ravignani ha quindi trasmesso alla Congregazione per le cause dei santi i risultati del processo informativo sul presunto miracolo avvenuto nel 1929 sulla motonave Vulcania.

## Opere
- Egidio Bullesi, Raccolta tematica degli scritti, a cura di Giuseppina Zogno, Santuario di Barbana Editore, 2009.